# 資源效率

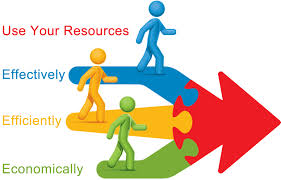
資源管理

资源效率是指最大限度地發揮个人或组织可以利用的资金、材料、人员和其他资产的使用，同时盡可能地减少浪費。這一理念主張以可持續性的方式使用地球上的不可再生能源，同时尽量减少对环境的影响。